# Osteoglossoidei
De Osteoglossoidei of Osteoglossoidea (Jordan 1963) zijn een onderorde van de orde Osteoglossiformes (Latijn: 'benige tongen') die de vlindervissen, de arowana's en arapaima's bevat, evenals uitgestorven families.

## Families
- Arapaimidae
- Pantodontidae
- Singidididae (uitgestorven)
- Osteoglossidae